# Down (novela)
Down es una novela original de Lawrence Miles protagonizada por la arqueóloga ficticia Bernice Summerfield (ISBN 0-426-20512-X). New Adventures fue un derivado de la serie de televisión británica de ciencia ficción Doctor Who.
Al igual que con otras obras de ficción de Bernice Summerfield, la novela está escrita como sacada de los diarios de Bernice y, como tal, explora las implicaciones de que ella sea una narradora poco confiable. La novela incluye personajes de People, una civilización alienígena introducida en The Also People.